# Clube da Comédia Stand-Up
Clube da Comédia Stand-Up foi um renomado grupo de humor criado em 2005 pelos humoristas brasileiros Marcelo Mansfield, Rafinha Bastos, Marcela Leal, Oscar Filho, Márcio Ribeiro e Henrique Pantarotto. Este grupo foi um dos principais divulgadores do gênero stand-up no país.

## Elenco
O Clube da Comédia Stand-up foi composto pelos humoristas Marcelo Mansfield, Marcela Leal, Rafinha Bastos, Oscar Filho, Márcio Ribeiro, Diogo Portugal, Danilo Gentili, Patrick Maia e Henrique Pantarotto.

## O show
Marcelo Mansfield exercia a função de mestre de cerimônias do espetáculo, subindo ao palco para "aquecer" o público e apresentar os outros membros do elenco que apresentam o seu material com duração de 12 a 15 minutos.
O comediante se apresentava sempre sozinho, nunca como um personagem de figurino engraçado, num cenário formado apenas pelo microfone e um pedestal. Não se usava trilha sonora durante a apresentação e realizava-se os efeitos que precisam ser feitos com a sua própria voz. Os humoristas escreviam o seu próprio material, sem usar piadas de outros humoristas, de uso popular ou da Internet. Com aproximadamente 70 minutos de duração, os textos do show semanal eram renovados periodicamente.

## Histórico
A ideia surgiu a partir de um show chamado Mondo Cane, criado em 2004 por Marcelo Mansfield. No mesmo ano, Rafinha Bastos e Marcela Leal foram convidados para fazer parte do show, o que resultou em apresentações mescladas de humor físico e stand-up. Deste show, surgiu a ideia de formar um grupo que praticasse exclusivamente o chamado "humor de cara limpa".
Em março de 2005, o Clube da Comédia Stand-up fazia sua primeira apresentação em São Paulo, no Bar Beverly Hill, em Moema. No dia 13 de julho do mesmo ano, fizeram sua apresentação oficial no bar Bubu Lounge para amigos, jornalistas e celebridades.
Ainda no início do projeto, Henrique Pantarotto deixou o grupo para se dedicar ao teatro. Em 2006, Márcio Ribeiro também deixou o Clube para ingressar em outros trabalhos. No mesmo ano, entrou em cena o curitibano Diogo Portugal para integrar o time e ajudando a popularizar a linguagem no Brasil.
No dia 14 de agosto de 2006, o grupo lançou o seu primeiro audiolivro (CD) no bar Happy News, em São Paulo. É o primeiro CD integralmente de stand-up do Brasil. No final daquele ano, Diogo Portugal seguiu em carreira solo e entrou Danilo Gentili, a partir de um open mic (abertura do microfone para humoristas iniciantes). No final de 2009, Rafinha Bastos sai do Clube da Comédia para cuidar de projeto pessoais, CQC e A Liga. No mesmo ano, o Clube da Comédia fica em cartaz por dois anos no Teatro Procópio Ferreira, em São Paulo.
Em março de 2011, o Clube completou 6 anos de vida lotando a capacidade do Teatro Shopping Frei Caneca. O humorista Patrick Maia torna-se membro oficial do grupo.
Em dezembro de 2012, com a saída de Danilo Gentili e Oscar Filho por conta do programa CQC, o grupo perde força e faz sua última apresentação com a participação de Rafinha Bastos e Diogo Portugal.
Em 2017, Marcelo Mansfield, sem os integrantes originais, se apresenta durante um mês no Burlesque Paris 6.

## Convidados
O Clube da Comédia já recebeu diversos convidados nesses três anos, entre eles: Ricardo Corte Real, Sérgio Rabelo, Cláudio Torres Gonzaga, Fernando Caruso, Fábio Porchat, Paulo Carvalho, Bruno Motta, Robson Nunes, Luiz França, Dani Calabresa, Rogério Morgado, Murilo Gun entre outros.
Além disso, abriu espaço nos open mics com humoristas veteranos e iniciantes como Graziela Moretto, Evandro Santo, Fernando Muylaert, Ângela Dip, Ricardo Laganaro, Paulo Disca, Sidney Rodrigues, Paulo Faiok, entre outros.

## Importância

Capa do audiobook do Clube da Comédia Stand-up

Além da relevância histórica de ser um dos primeiros shows de comédia stand up no Brasil (estreando uma semana depois do Comédia em Pé do Rio de Janeiro, outro importante marco do gênero no país), o grupo lançou diversos talentos da cena nacional que viraram referência popularizando o stand-up comedy no país após suas performances no programa CQC - Custe o que Custar, na Band, como diz o produtor e ex-sócio do Comedians Comedy Club Ítalo Gusso:
| “ | Quando os comediantes foram para o CQC, eles projetaram o stand up em todo o Brasil. Agora ele se estabilizou... | ” |

Danilo Gentili - humorista criador e apresentador dos programas Agora é Tarde, talk show da Band e The Noite com Danilo Gentili, talk show do SBT.
Oscar Filho - apresentador, ator de diversos projetos e humorista que ficou mais tempo em cartaz com um solo de stand-up no país.
Rafinha Bastos - apresentador e produtor executivo do Saturday Night Live e roteirista de Internet - O Filme.

## Album de Stand-Up Comedy
| Ano  | Título                               | Edição | Editora       | Gênero | Nº de págs. | I.S.B.N     | Ref    |
| ---- | ------------------------------------ | ------ | ------------- | ------ | ----------- | ----------- | ------ |
| 2006 | Audiolivro Clube da Comédia Stand-up | 1      | Nossa Cultura | Humor  | CD          | 859858021-X | [ 14 ] |